# Jenny Hjohlman
Jenny Josefina Hjohlman (Viksjöfors, 13 febbraio 1990) è una calciatrice svedese, attaccante del Brescia.

## Carriera

### Club

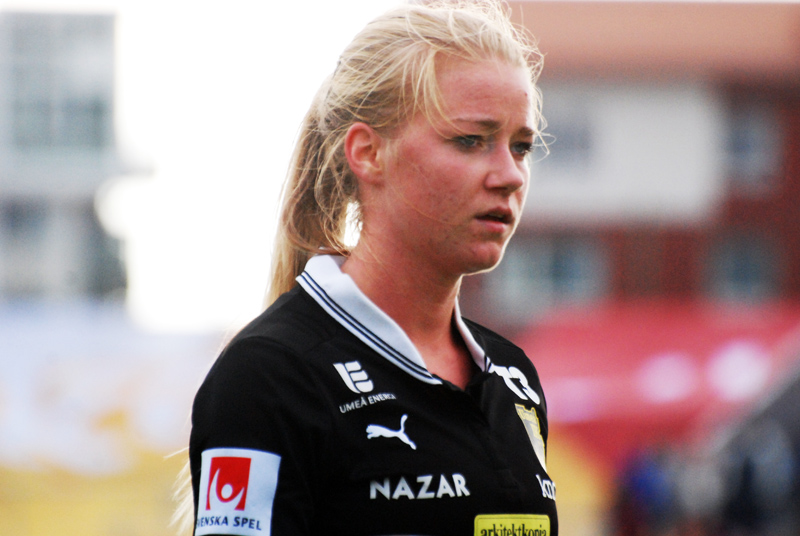
Jenny Hjohlman con la maglia dell'Umeå IK nel settembre 2012.

Ha disputato cinque stagioni con la maglia dell'Umeå IK dal 2012 al 2016. Dopo la retrocessione dell'Umeå IK dalla Damallsvenskan alla Elitettan, si è trasferita al KIF Örebro, a sua volta retrocesso al termine della Damallsvenskan 2017.
Nel dicembre 2017 ha firmato un contratto con la Florentia S.G., squadra fiorentina neopromossa in Serie B, per la seconda parte della stagione 2017-2018 nel girone A con la Florentia capolista al termine del girone di andata.
Dopo una stagione e mezza in biancorosso, nell'estate 2019 ha cambiato squadra, rimanendo in Toscana e in Serie A, trasferendosi all'Empoli.
A luglio 2020 si è trasferita al Napoli, sempre in Serie A, giocando l'intera stagione con la squadra partenopea. Nel luglio 2021 si è accordata col Brescia, scendendo di categoria e andando a giocare in Serie B.

### Nazionale
Jenny Hjohlman inizia ad essere convocata dalla Federazione calcistica della Svezia (Svenska Fotbollförbundet - SvFF) dal 2006, indossando le maglie delle formazioni giovanili Under-16, Under-18 e Under-19, con quest'ultima impiegata durante l'Europeo di categoria di Bielorussia 2009. Durante il torneo il tecnico Calle Barrling la impiega in due occasioni, durante la fase a gironi, nell'incontro del 16 luglio dove la Svezia supera per 2-1 le pari età dell'Islanda e dove è autrice della seconda rete per le svedesi che chiude l'incontro, e nella finale persa 2-0 con le avversarie dell'Inghilterra.
Dal 2011 al 2013 viene convocata nella formazione Under-23, con la quale partecipa alle edizioni 2012 e 2013 del torneo di La Manga.
In seguito suscita l'interesse del tecnico della nazionale maggiore Pia Sundhage che decide di farla debuttare il 4 luglio 2013, nell'amichevole vinta 4-1 con le avversarie dell'Inghilterra. In seguito Sundhage la inserisce nella rosa delle convocate per l'Europeo casalingo di Svezia 2013, dove scende in campo in un'unica occasione, durante la fase a gironi, nell'incontro del gruppo A vinto sulla Finlandia 5-0. Con le compagne condivide il percorso che porteranno la Svezia fino alle semifinali, eliminate dalla Germania che poi si laureerà campione d'Europa.

## Palmarès
- Campionato italiano di Serie B: 1

Florentia: 2017-2018